# Eleccions legislatives tadjiks de 2010
Les eleccions legislatives es van celebrar al Tadjikistan el 28 de febrer de 2010, paral·lelament a les eleccions locals. El 14 de març es va celebrar una segona volta en una circumscripció. El resultat va ser una victòria per al Partit Democràtic Popular (PDP) del president en funcions Emomalí Rahmon, que va obtenir 54 dels 63 escons. No obstant això, tots els partits, a excepció del Partit del Renaixement Islàmic, van ser considerats partidaris del règim.